# Chevaline (Alta Saboya)
 Chevaline  es una población y comuna francesa, en la región de Ródano-Alpes, departamento de Alta Saboya, en el distrito de Annecy y cantón de Faverges.

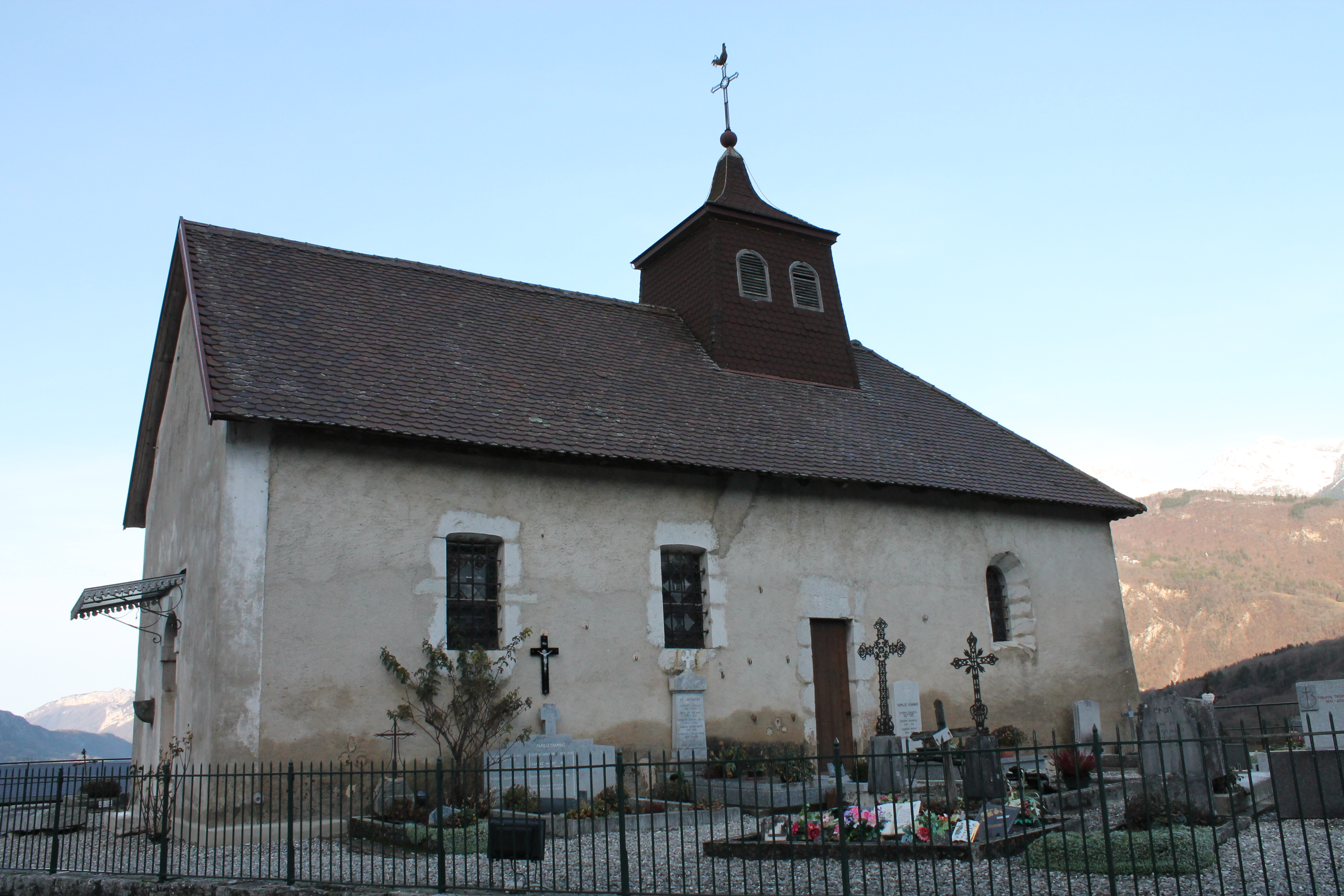

## Demografía
| 78 | 66 | 69 | 73 | 135 | 196 |
| Para los censos de 1962 a 1999 la población legal corresponde a la población sin duplicidades (Fuente: INSEE [Consultar]) |    |    |    |     |     |